# Берестейська область
Бересте́йська о́бласть, або Брестська область (біл. Брэ́сцкая во́бласць, біл. тарашк. Берасьцейская во́бласьць, рос. Брестская область) — адміністративно-територіальна одиниця розташована на південному заході Білорусі. Адміністративний центр — Берестя (Брест). Утворена 4 грудня 1939 року. Площа — 32,2 тис. км².
Значною мірою область належить до українського етнічного краю Берестейщини. У межах сучасної Берестейської області українське населення охоплює Березівський, Берестейський, Дорогичинський, Жабинківський, Іванівський, Кам'янецький, Кобринський, Малоритський, Пінський, Столинський райони повністю, Івацевицький район на південь від Поліської розмежувальної лінії та південно-західну частину Лунинецького району. Повністю білоруськими є Барановицький, Ганцевицький та Ляховицький райони.

## Географія
Площа області становить 32,790,68 тис. км², що робить її за цим показником четвертою в країні. Населення — 1 388 500 осіб, густота населення — 42 особи/км².
Берестейська область здебільшого належить до Прип'ятського Полісся. Між Прип'яттю і Ясельдою трохи підноситься платоподібне Загороддя, найбільша висота — 200 м. На заході область входить до Берестейського Полісся.
Поверхня області є низовинною рівниною. За офіційними даними площа лісів становить 36 %. Регіон внаслідок меліоративних експериментів та дій влади перебуває на межі екологічної катастрофи.

### Водні ресурси
Річки Берестейської області належать до басейну Дніпра та до басейну Вісли. Найбільші річки басейну Дніпра: Прип'ять, її притоки Ствига, Мотва, Горинь, Стир, Случ, Лань, Цна, Бобрик, Ясельда, Піною з Дніпровсько-Бузьким каналом. Річки басейну Вісли: Західний Буг, його притоки Рита, Мухавець, Лісна, Пульва, Нарва.
Озера області: Вигонівське, Погостейське, Бобровицьке, Чорне, Спорівське, Оріхівське.

### Рельєф
Ландшафт області назагал рівнинний. На півдні — заболочена Поліська низовина, на північному заході і півночі — слабопогорбовані Прибузька та Барановицька рівнини. На північному сході — невисокі відроги Новогрудської височини. Корисні копалини: торф (близько 6 млрд м³; 2-е місце в Білорусі), керамічна сировина (глини, піски), крейда.
Ґрунти в Поліській низовині слабопідзолисті, піщані; на заході і півночі області — дерново-підзолисті, значні масиви дерново-підзолистих глейових ґрунтів зустрічаються в центральних районах області; на сході поширена смуга дерново-перегнійно-карбонатних ґрунтів.
12236,23 км² % території обіймають ліси (головно сосна, береза, вільха й дуб). У Берестейській області розташована частина заповідника Біловезька Пуща. Луки й пасовиська охоплюють майже 25 % території (частково заболочені). Загальна площа боліт — 2558,94 км², водойм — 842,4 км².

### Клімат
Клімат помірно континентальний, вологий, із м'якою зимою та помірно теплим літом (пересічні температури січня — 4°, липня +18°), опадів близько 600 мм на рік.

## Історія

### Передісторія
У V—IX століттях на території Берестейської області мешкали племена волинян і деревлян. До 1320-х років Берестейська земля та Турово-Пинське князівство входили до складу Київської Русі та Галицько-Волинського князівства доки не були захоплені Великим князівством Литовським. Нетривалий період Полісся входило до складу Гетьманщини та УНР.

### Утворення
1939 року Берестейщина увійшла до складу БРСР. 4 грудня 1939 року у складі БРСР замість Поліського воєводства створені Берестейська та Пінська області. Попри те, що в 1940 році нова влада запровадила в Берестейській області 747 білоруських шкіл, 58 шкіл все ще залишалися українськими. У лютому 1943 року на території Берестейської області діяло 159 українських шкіл. Наприкінці 1944 року в Берестейській області діяло 120 загонів УПА по 7–10 осіб.

### Післявоєнний період
1954 року Берестейська та Пинська області об'єдналися в одну Берестейську область. Тоді ж до складу Берестейської області включена частина ліквідованої Барановицької області.
18 лютого 1990 року в Бересті засноване Українське громадсько-культурне об'єднання Берестейської області, яке виступало за надання українцям краю статусу національної меншини та збереження української культури.

## Адміністративний поділ
До складу Берестейської області входять 16 районів, 21 місто (з них три обласного підпорядкування — Берестя, Барановичі, Пінськ), 8 селищ міського типу, 2178 сільських населених пунктів. Берестя — обласний адміністративний центр.

## Населення

### Етнічний склад та мови
Більшість населення області на південь від Поліської розмежувальної лінії становлять українці. Зокрема корінне українське населення становить більшість у Берестейському, Жабинківському, Кобринському, Березівському, Дорогичинському, Іванівському, Кам'янецькому, Пінському і Столинському районах, частково — у Пружанському, Іваневицькому, Ляховицькому, Ганевицькому та Лунинецькому районах і загалом нараховує близько 1 млн осіб.
Влада БРСР і Білорусі здійснює етноцид українського населення області, нав'язуючи жителям регіону білоруську ідентичність, відмовляється визнавати їх українцями та надати українцям статусу національної меншини. Було заборонене викладання української мови, МВС Білорусі в особистих документах записує мешканцям області тільки білоруську національність, здійснюються заходи щодо фальсифікації історії. В офіційних переписах більшість населення записують білорусами.
Офіційний перепис населення Білорусі 1999 року зафіксував у Берестейській області лише 57 111 українців (3,85 %), а 2009 року ще менше — лише 40 046 українців (2,86 %).
За відомостями перепису 1999 року білоруси становили 85 % населення, росіяни — 8,7 %, українці — 3,8 %, поляки — 1,8 %, представники інших національностей — 0,7 % (передовсім це євреї, цигани, татари-липки й вірмени). Питома вага євреїв, котрі здебільшого емігрували до Ізраїлю, Німеччини та США, зменшилася.
Середня густота — 42 осіб на 1 км². Найгустіше заселена середня частина області, найменше — південні райони Поліської низовини. Міського населення 23 % (1959). Найважливіші міста: Берестя, Барановичі, Пінськ, Кобринь, Лунинець.
| Регіон               | Білоруси | Росіяни | Українці | Інші  |
| -------------------- | -------- | ------- | -------- | ----- |
| м. Берестя           | 82,1 %   | 10,7 %  | 4,2 %    | 3.0 % |
| м. Барановичі        | 82,2 %   | 9,7 %   | 1,6 %    | 6.5 % |
| м. Пінськ            | 90,0 %   | 5,8 %   | 2,2 %    | 2.0 % |
| Барановицький район  | 86,9 %   | 5,2 %   | 1,1 %    | 6.8 % |
| Березівський район   | 90,8 %   | 5,7 %   | 1,8 %    | 1.7 % |
| Берестейський район  | 83,0 %   | 8,1 %   | 6,9 %    | 2.0 % |
| Ганцевицький район   | 95,6 %   | 2,2 %   | 0,6 %    | 1.6 % |
| Дорогичинський район | 95,1 %   | 2,1 %   | 2,1 %    | 0.7 % |
| Жабинківський район  | 88,6 %   | 5,5 %   | 4,3 %    | 1.6 % |
| Іванівський район    | 95,5 %   | 1,8 %   | 2,2 %    | 0.5 % |
| Івацевицький район   | 94,4 %   | 3,7 %   | 0,9 %    | 1.0 % |
| Кам'янецький район   | 83,2 %   | 6,7 %   | 7,4 %    | 2.7 % |
| Кобринський район    | 87,9 %   | 6,1 %   | 4,5 %    | 1.5 % |
| Лунинецький район    | 96,2 %   | 2,5 %   | 0,8 %    | 0.5 % |
| Ляховицький район    | 88,4 %   | 3,5 %   | 0,9 %    | 7.2 % |
| Малоритський район   | 88,3 %   | 3,7 %   | 7,1 %    | 0.9 % |
| Пінський район       | 92,2 %   | 2,6 %   | 2,6 %    | 2.6 % |
| Пружанський район    | 87,5 %   | 6,4 %   | 3,4 %    | 2.7 % |
| Столинський район    | 97,3 %   | 1,2 %   | 0,9 %    | 0.6 % |
| Берестейська область | 88,0 %   | 6,4 %   | 2,9 %    | 2.7 % |

| Регіон               | Білоруська | Російська | Інша/не вказали |
| -------------------- | ---------- | --------- | --------------- |
| м. Берестя           | 2,7 %      | 94,1 %    | 3.2 %           |
| м. Барановичі        | 13,3 %     | 81,6 %    | 5.1 %           |
| м. Пінськ            | 4,8 %      | 92,5 %    | 2.7 %           |
| Барановицький район  | 64,8 %     | 32,8 %    | 2.4 %           |
| Березівський район   | 28,8 %     | 67,9 %    | 3.3 %           |
| Берестейський район  | 13,7 %     | 83,8 %    | 2.5 %           |
| Ганцевицький район   | 73,6 %     | 23,4 %    | 3.0 %           |
| Дорогичинський район | 55,1 %     | 43,2 %    | 1.7 %           |
| Жабинківський район  | 15,1 %     | 81,3 %    | 3.6 %           |
| Іванівський район    | 57,6 %     | 41,9 %    | 0.5 %           |
| Івацевицький район   | 48,2 %     | 50,7 %    | 1.1 %           |
| Кам'янецький район   | 17,6 %     | 80,2 %    | 2.2 %           |
| Кобринський район    | 15,7 %     | 79,1 %    | 5.2 %           |
| Лунинецький район    | 45,5 %     | 53,1 %    | 1.4 %           |
| Ляховицький район    | 78,2 %     | 17,6 %    | 4.2 %           |
| Малоритський район   | 28,1 %     | 68,6 %    | 3.3 %           |
| Пінський район       | 39,6 %     | 57,0 %    | 3.4 %           |
| Пружанський район    | 39,6 %     | 57,8 %    | 2.6 %           |
| Столинський район    | 67,4 %     | 29,1 %    | 3.5 %           |
| Берестейська область | 26,7 %     | 70,1 %    | 3.2 %           |

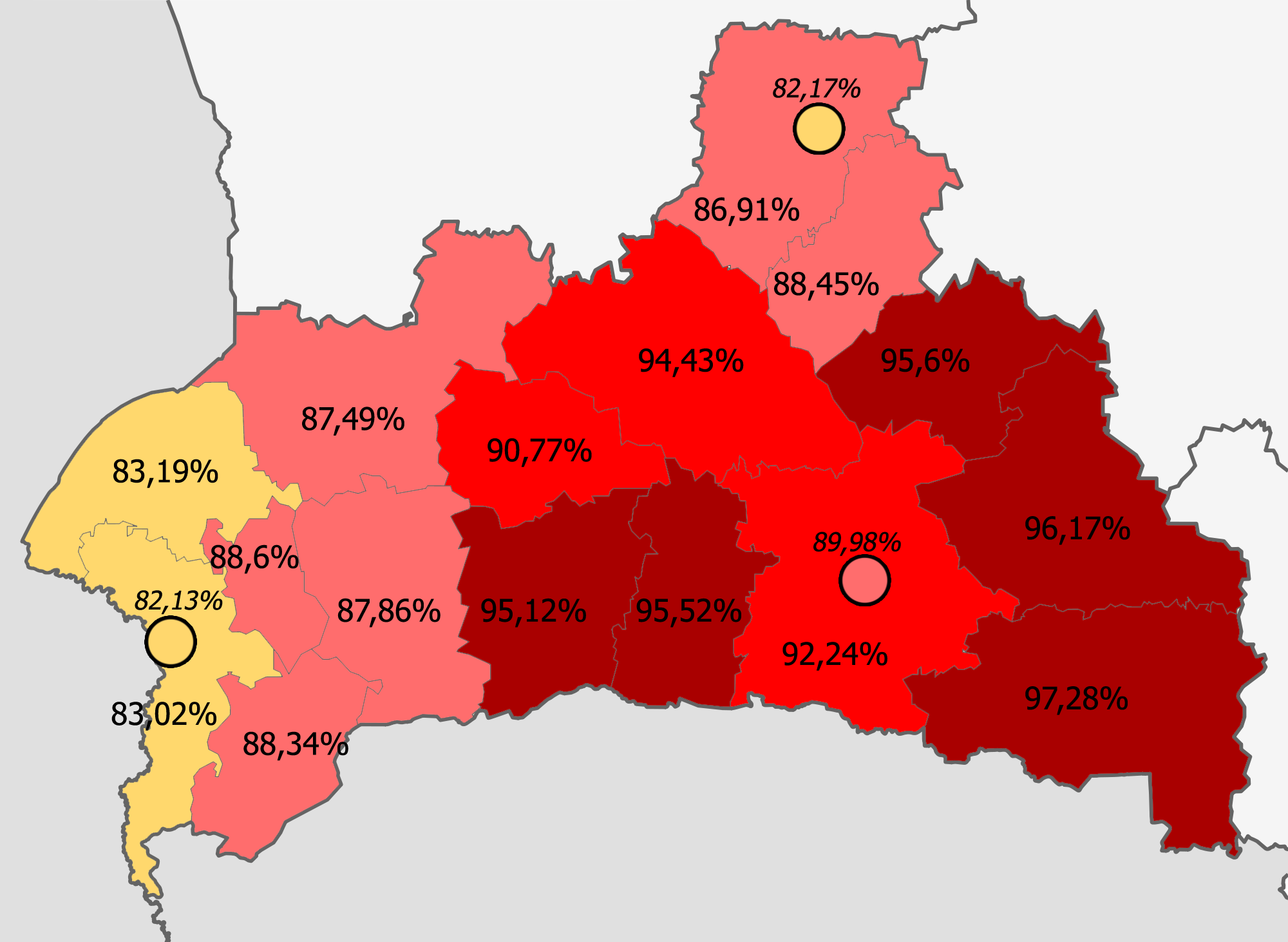
Білоруси   >95%   90—95%   85—90%   <85%
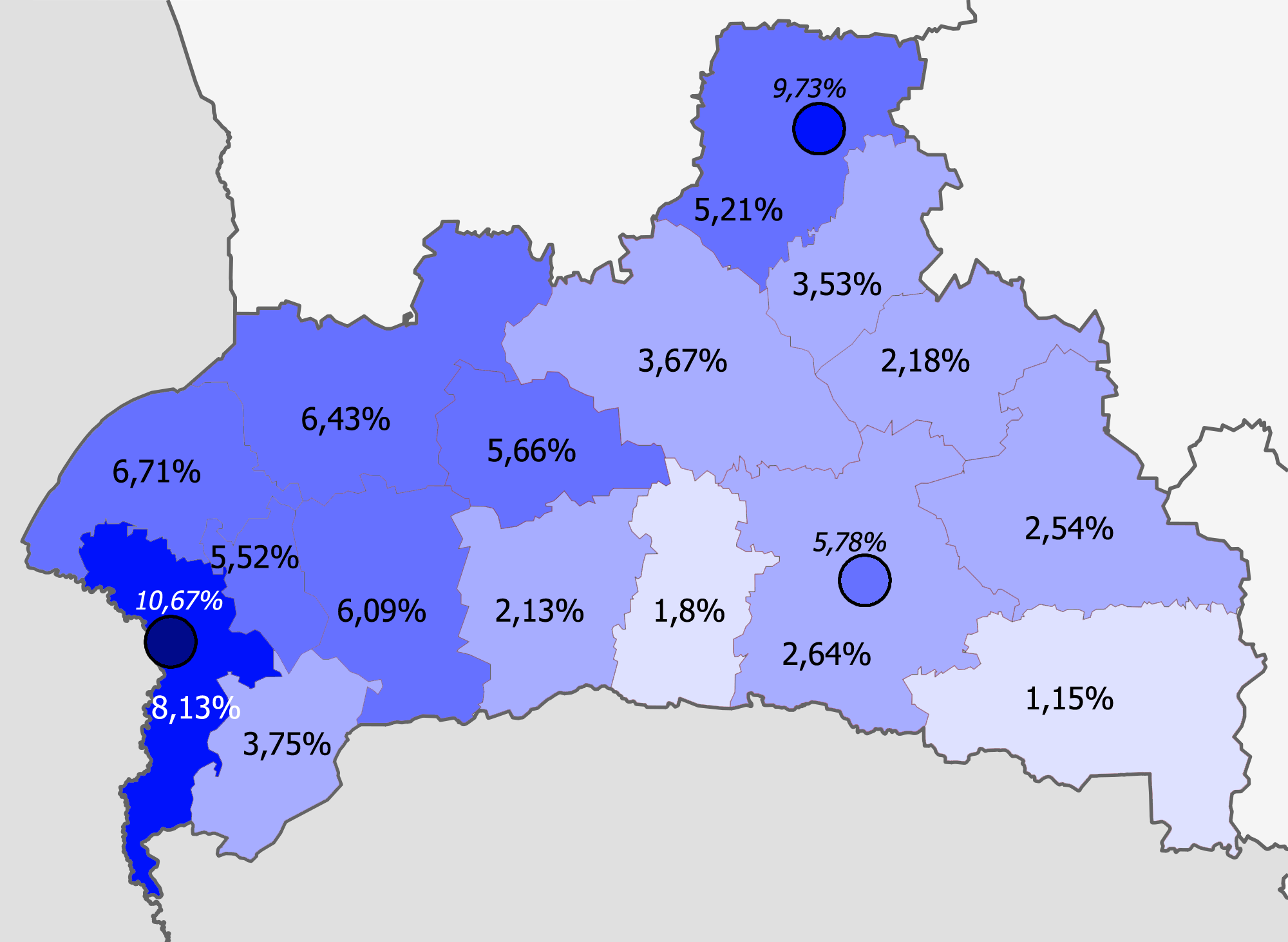
Росіяни   >10%   8–10%   5–8%   2–5%   <2%
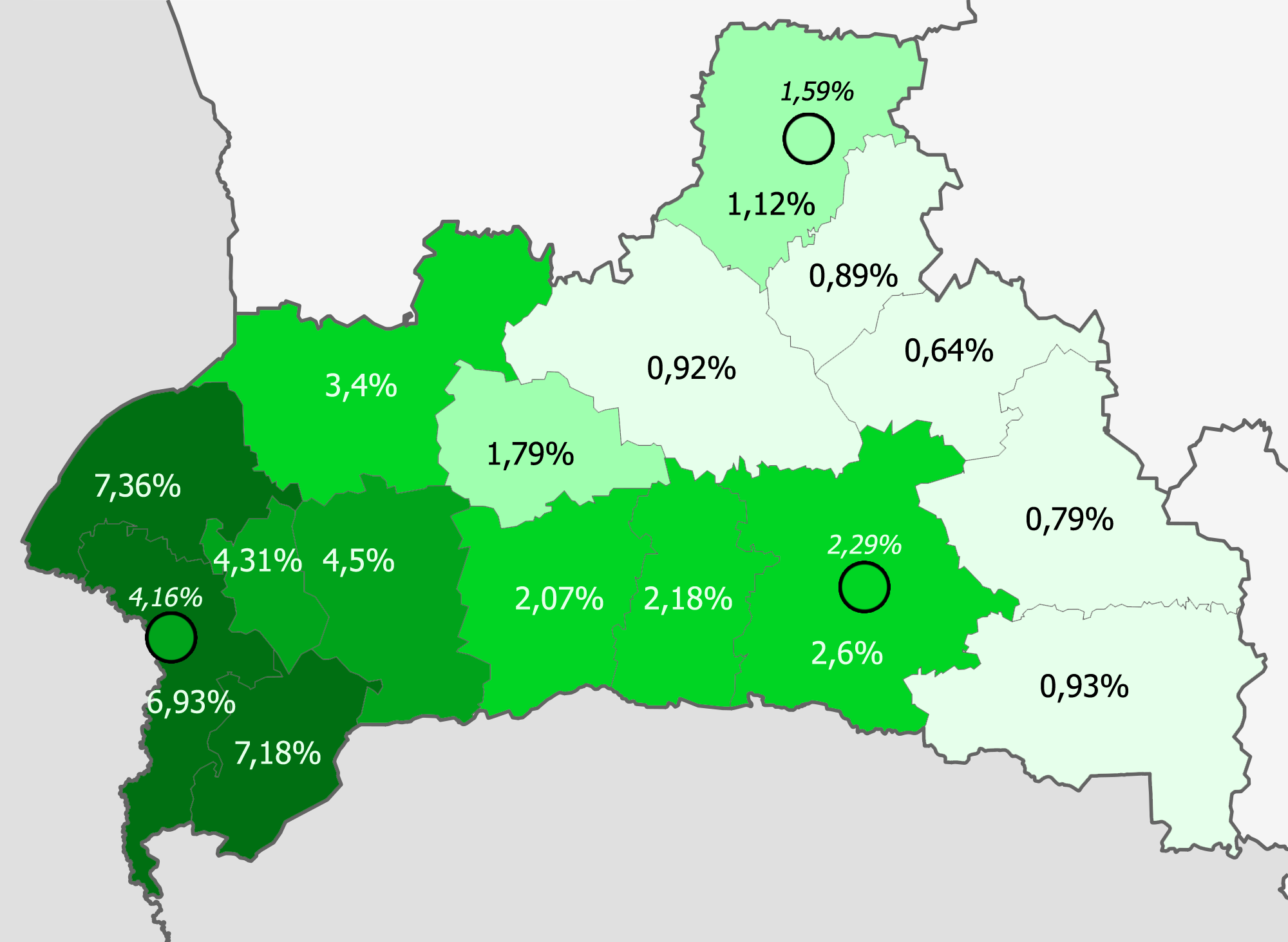
Українці   >6%   4–6%   2–4%   1–2%   <1%
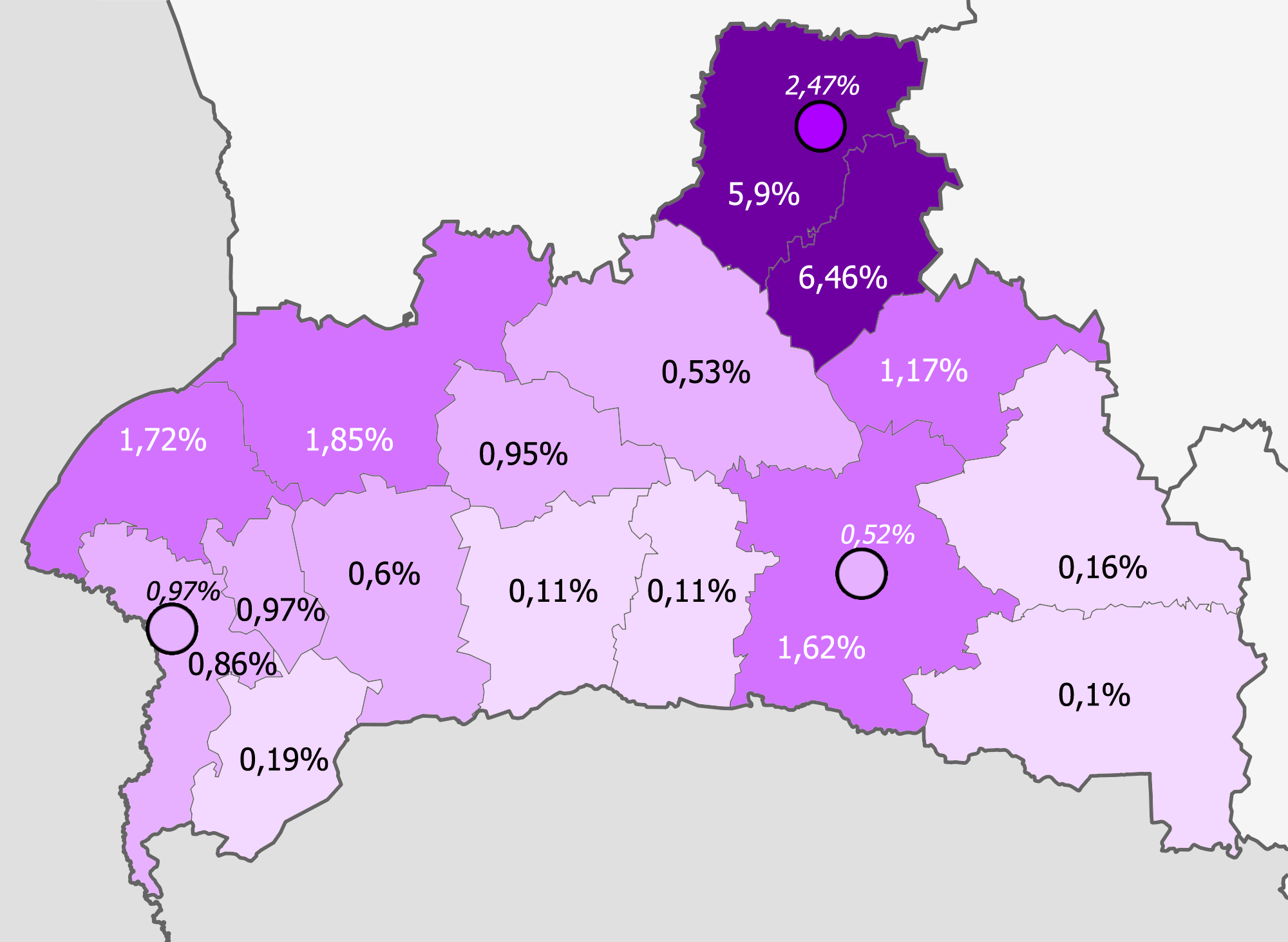
Поляки   >5%   2–5%   1–2%   0,5–1%   <0,5%

### Демографічна динаміка
Зниження народжуваності, що з кінця 50-х спостерігається в області (як і загалом у країні), призвело до старіння населення та скорочення його чисельності з 1990 року. Через природний спад (-0,7 %), а також у результаті міграційних втрат в обміні з Мінськом, кількість мешканців регіону зменшується (останніми роками цей процес поступово сповільнюється):
- 1989 — 1 537 921 людина[17]
- 1995—1518 тис.
- 1996—1494,3 тис.
- 2001—1477,4 тис.
- 2002—1469,8 тис.
- 2003—1461,0 тис.
- 2004—1450,2 тис.
- 2005—1439,3 тис.
- 2006—1426,8 тис.
- 2007—1417,8 тис.
- 2008—1409,7 тис.
- 2009—1404,5 тис.
- 2010—1399,2 тис.
- 2011—1394,8 тис.
- 2012—1391,4 тис.
- 2013—1390,4 тис.
- 2014—1388,6 тис.[18]

### Найбільші міста
Міста з населенням понад 20 тисяч осіб:
| Назва міста | Населення, осіб (2009) |
| ----------- | ---------------------- |
| Берестя     | 318 000                |
| Барановичі  | 168 900                |
| Пінськ      | 131 200                |
| Кобринь     | 51 300                 |
| Береза      | 29 600                 |
| Івацевичі   | 24 400                 |
| Лунинець    | 24 300                 |

## Господарство
Берестейська область входить до Білоруського економічного адміністративного району. Валова продукція промисловості Берестейської області зросла в 1958 році в 4,8 рази проти рівня 1940-го. Розвиток промисловості області тісно пов'язаний з використанням місцевої сільгосп- і мінеральної сировини. Понад половину всієї продукції дає харчова промисловість (м'ясокомбінати в Бересті, Барановичах, Пінську, птахокомбінати в Кобрині, Пінську), масло- та крохмалепатокові, спиртові заводи розташовані в багатьох населених пунктах. За виготовленям м'яса область посідала 1-е, масла — 2-е місце в Білорусі.
Важливе значення мають лісозаготівлі й деревообробна промисловість, що дають майже чверть промпродукції області (сірникові, фанерні, мебльові та інші підприємства в Пінську, Бересті та ін.). Легка промисловість представлена швейними й трикотажними фабриками та взуттярнями в Барановичах, Бересті й Пінську. Значного розвитку набула промисловість будівельних матеріалів: виготовлення вапна (Березовський завод), облицьовувальної кераміки (Горинський завод), силікатних блоків (Барановицький завод), цегельні заводи. Металообробна промисловість обслуговує переважно потреби області в ремонті устаткування, найпаче потреби транспорту. В Пінську працює судноремонтний завод, що випускає також річкові баржі. В області видобувається близько 600 тис. т торфу на рік. В області працює Прибузьке підземне газове сховище.
У вересні 1967 року збудовано одна з найпотужніших у Білорусі Березовську електростанцію. Працюють комбінат штучної шкіри в Пінську, килимовий комбінат, льонопрядильна фабрика, підприємства будівельної індустрії в Бересті тощо. Берестейська область — важливий сільсько-господарський район з розвиненим молочно-м'ясним тваринництвом, зерновим господарством, технічними культурами (льон, конопля, цукровий буряк), роль яких дедалі зростає. Загальна посівна площа (в тис. га станом на 1957) — 666, в тому числі під зерновими (жито, пшениця, кукурудза) — 376, технічними — 44, картоплею — 140, кормовими — 98. В області проведені великі роботи з осушення заболочених земель. Поголів'я (на \ січня 1958, в тис. голів): великої рогатої худоби — 554 (в тому числі корів — 293), свиней — 414, овець і кіз — 271, коней — 88.
Сукупна довжина залізниць — 992 км. Основна магістраль Москва—Берестя. Значна сітка автошляхів (в тому числі автомагістраль Москва—Берестя). Судноплавство по Прип'яті, Піні, Горині, Мухавцю і Дніпровсько-Бузькому каналу. Серед ВИШів області — педагогічний інститут та 16 середніх спеціальних навчальних закладів. Налічується 5 музеїв.
У Середні віки з Полісся торгували лісоматеріалами, поташем, смолою, рибою. Історично край був торговельно пов'язаний з рештою українських земель. Із середини XIX століття на Полісся, окрім російського, польського та єврейського, почав надходити іноземний капітал.